# 沒有耳朵的兔子
《沒有耳朵的兔子和两只耳朵的小鸡》（Rabbit Without Ears）是 2013年的德國電影。影片的導演是德國的蒂尔·施威格（Til Schweiger）。
本部讲述狗仔記者與幼稚園女教師浪漫之戀的愛情喜劇。另外，此部電影之續集「沒有耳朵的兔子 2兩隻耳朵的小雞」于2013年上映。

## 演員表
| 演員                                    | 角色                                 | 備註 |
| 蒂爾·施威格 Til Schweiger               | 路多 Luto                            | 本片男主角，一名花心的狗仔隊文字記者，卻因為追獨家八卦時，而掉到豪華喜宴會場上，遭法院判決去一家幼稚園，執行300個小時的社區服務。 |
| 諾拉·提辛納 Nora Tschirner              | 安娜 Anna                            | 本片女主角，幼稚園的女教師，同時也是路多小學的同學，小學時經常被他惡整的女同學。                                                  |
| 馬提亞斯·施維赫夫 Matthias Schweighöfer | 莫里茲 Moritz                        | |
| 尤爾根·沃格爾 Jürgen Vogel              | 尤爾根·沃格爾 Jürgen Vogel           | |
| 瓦拉基米爾·克里契科 Wladimir Klitschko  | 克里契科 Klitschko                   | |
| 伊芳·卡特菲 Yvonne Catterfeld           | 克里契科的未婚妻 Klitschkos Verlobte | |

## 資料來源
- （中文）官方網頁[永久]

- 互联网电影数据库（IMDb）上《沒有耳朵的兔子》的资料（英文）